# Єлейко Ярослав Іванович
Ярослав Іванович Єлейко (30 жовтня 1953, Водяне) — український учений-математик. Доктор фізико-математичних наук, професор. Академік АН ВШ України з 2007 р. Заслужений професор Львівського університету (2013). Рідний брат Василя Івановича Єлейка.

## Життєпис
Народився у с. Водяне Пустомитівського району Львівської обл. Закінчив механіко-математичний факультет Львівського університету ім. І. Франка (1976), аспірантуру Інституту математики АН УРСР (1979). Інженер обчислювального центру Львівського філіалу матем. фізики Інституту математики (1976). У 1980—1985 рр. — мол. наук. співроб. Інституту прикладних проблем механіки і математики АН УРСР; у 1985—1989 рр. — ст. наук. співроб. НДЧ Львівського університету ім. І. Франка; у 1989—1990 рр. — асистент, у 1990—1997 рр. — доцент, у 1997—1999 рр. — професор кафедри вищої математики, з 1999 р. — завідувач кафедри теоретичної та прикладної статистики.

## Наукова діяльність
Кандидат фізико-математичних наук (дисертація «Застосування теорем типу відновлення до асимптотичного аналізу напівмарківських і гіллястих процесів», 1980), доцент (1991), доктор фіз.-мат. наук (дисертація «Асимптотичний аналіз і перехідні явища в матричнозначних випадкових еволюціях, гіллястих процесах і процесах з марківським втручанням випадку», 1995), професор (2002).
Наукові інтереси: асимптотичні властивості та перехідні явища у випадкових еволюціях, гіллястих, напівмарківських процесах та процесах з марківським втручанням випадку, задачі фінансової та страхової математики.
Автор близько 120 наукових праць, зокрема 3-х навчальних посібників. Підготував 8 кандидатів наук.